# 20th Century Studios Home Entertainment
20th Century Studios Home Entertainment es la unidad de video doméstico del estudio de cine 20th Century Studios (anteriormente conocido como 20th Century Fox), y una subsidaria de Walt Disney Studios Home Entertainment.
Sirvieron como distribuidor en el Reino Unido para las películas de Pathé y su biblioteca de películas para lanzamientos de medios caseros. Fox también distribuyó títulos de DVD de Yari Film Group en Norteamérica.
También distribuyeron títulos de Relativity Media, EuropaCorp U.S.A., Annapurna Pictures. y Entertainment One.
Distribuyó a Manga Films de 1992 a 1995 cuando pasó a PolyGram.
Previamente hasta 1994 distribuyeron Araba Films en VHS, que pasó a PolyGram y más tarde en 1995 a Disney.
De 1998 a 2002 y de 2011 a 2020 distribuyeron el catálogo de Tripictures en VHS, DVD y Blu-ray hasta que se trasladó a Warner Home Video (2002 a 2011) y Sony Pictures Home Entertainment (2020 a hoy)
En 1999 empezó a distribuir fuera de Norteamérica el catálogo y futuros títulos de Metro-Goldwyn-Mayer procedentes de Warner Home Video (excluyendo el catálogo de MGM previo a 1985) en VHS y DVD, hasta 2004 (2006 en España) cuando pasó a Sony Pictures Home Entertainment y en 2006 re-distribuyó a MGM en todo el mundo incluyendo Norteamérica hasta 2019, cuando Warner Bros. Home Entertainment adquirió los derechos de MGM.
De 2001 a 2003 distribuyeron Artisan Entertainment en EE.UU de Universal Pictures Home Entertainment en VHS y DVD.
De 2003 a 2020, distribuyeron Lions Gate Films en Norteamérica (más tarde en Reino Unido) en VHS, DVD, Blu-ray y 4K Ultra HD hasta que Sony Pictures Home Entertainment adquirió Lionsgate. De 2004 a 2017 distribuyeron Anchor Bay Entertainment en Norteamérica en DVD y Blu-ray y de 2007 a 2009 Genius Products en DVD y Blu-ray, hasta que en 2009 la distribución de Genius Products fue adquirida por Universal Music Group.
De 2007 a 2021 distribuyeron en DVD, Blu-ray y 4K UHD el catálogo de Karma Films(incluyendo A Contracorriente Films, European Dream Factory, Sherlock Films, Barton Films, de 2012 a 2016 Surtsey Films y desde 2018 Vértice 360) hasta que se trasladaron a Universal Pictures Home Entertainment
En Reino Unido, distribuyó a Curzon Artificial Eye en VHS, DVD, Blu-ray y 4k Ultra HD, StudioCanal, también Fox distribuyó StudioCanal de 1992 a 2000) en DVD y Blu-ray y Pathé de 1996 a 2020, cuando se fue a Warner Bros. Home Entertainment (también Fox distribuyó Pathé en Francia) y en Francia a EuropaCorp de 2000 a 2020 y Entertainment In Video de 2010 a 2020, cuando EIV se trasladó a Sony Pictures Home Entertainment
Los títulos de DVD más vendidos de Fox son los diversos discos de las temporadas de Los Simpson. Una vez, también sirvieron como distribuidor en Estados Unidos para productos de televisión y/o películas lanzadas por BBC Video hasta que esos derechos de distribución en Norteamérica expiraran en el 2000 y desde entonces hayan sido transferidos a Warner Home Video. También distribuyeron lanzamientos de Sogepaq de 2004 a 2009 (procedente de Universal), HIT Entertainment desde 2006 hasta 2008, cuando la distribución de videos se trasladó a Lionsgate Home Entertainment (que Fox distribuyó más de 2008 a 2014), luego a Universal Pictures Home Entertainment, así como a la distribución de películas de animación DreamWorks de 2013 a 2017 y Sony Pictures Home Entertainment de 2013 a 2015 (exluyendo La Aventura Audiovisual que se fue en 2018 a Cameo Media, Entertainment One que se fue a Sony via Universal en septiembre de 2019 y Selecta Visión que se fue a Cameo Media en 2019 y desde 2021, Selecta Visión fue distribuida por Sony Pictures Home Entertainment). Y distribuyó a MGM Home Entertainment de 31 de mayo de 2006 a 2 de julio de 2020.
A finales de 2006, la compañía comenzó a lanzar sus títulos en Blu-ray.
En junio de 2016 adquirió Warner Home Video (excluyendo Filmax, que se fue a Divisa Ediciones) y Disney actualmente es el distribuidor español del catálogo de WBHE hasta mediados de 2022 cuando Arvi Licensing vía Universal Pictures anuncie la distribución de Warner Bros. en DVD, Blu-ray y 4k UHD en España.
En marzo de 2019, The Walt Disney Company adquirió 21st Century Fox y 20th Century Fox Home Entertainment se ha convertido desde entonces en una unidad exclusiva de Walt Disney Studios Home Entertainment.
El 17 de enero de 2020, se anunció que el nombre «Fox» se eliminaría de varios de los activos de Fox adquiridos por Disney, y la unidad de películas pasaría a llamarse 20th Century Studios. Sin embargo, el cambio de nombre de 20th Century Fox Television (se convirtió en 20th Television), Fox 21 Television Studios (se convirtió en Touchstone Television), Fox VFX Lab, 20th Century Fox Animation (se convirtió en 20th Century Animation), Fox Television Animation, Fox Digital Studio (se convirtió en 20th Digital Studio), Fox Star Studios, Fox Studios Australia, Fox Music y Fox Networks Group, no quedó claro en ese momento. Sin embargo, Disney luego cambiaría el nombre de la etiqueta a 20th Century Studios Home Entertainment. Los restos de la división de entretenimiento en el hogar de Fox han sido absorbidos por Walt Disney Studios Home Entertainment, que ahora usa el nombre únicamente como etiqueta.